# Гуцул, Владимир Александрович
Влади́мир Алекса́ндрович Гуцу́л (укр. Володимир Олександрович Гуцул; 1995, Мошанец) — украинский военнослужащий, подполковник, участник российско-украинской войны, командир 82-й отдельной десантно-штурмовой бригады. Герой Украины (2022).

## Биография
С 2014 года служил в 80-й отдельной десантно-штурмовой бригаде, принимал участие в АТО и ООС. В 2019 году окончил военное высшее учебное заведение.
25 февраля 2022 года, будучи старшим лейтенантом и командиром десантно-штурмовой роты, получил задание удерживать мост через Днепр в Херсонской области. По заявлению Офиса Президента Украины, Владимир Гуцул на протяжении двух суток лично корректировал огонь артиллерии и авиации, а при отступлении 27 февраля отвлёк на себя вражескую авиацию. Участвовал в боях в Херсонской области.
На 2025 год занимал должность заместителя командира 82-й отдельной десантно-штурмовой бригады. С марта 2025 года — командир этой бригады.

## Награды
- Звание «Герой Украины» с удостоением ордена «Золотая Звезда» (12 марта 2022) — за личное мужество и героизм, проявленные в защите государственного суверенитета и территориальной целостности Украины, верность военной присяге[4].
- Орден «За мужество» III степени (12 марта 2022) — за личное мужество и самоотверженные действия, проявленные в защите государственного суверенитета и территориальной целостности Украины, верность военной присяге[5].